# Лудвиг V (Бавария)
Лудвиг V Бранденбургер (на немски: Ludwig der Brandenburger; * май 1315; † 18 септември 1361, Цорнединг при Мюнхен) от Вителсбахите, е херцог на Бавария (1347 – 1349), Херцогство Горна Бавария (1349 – 1361) и маркграф на маркграфство Бранденбург (1323 – 1351, като Лудвиг I), също граф на Тирол (1342 – 1361).

## Произход
Той е най-възрастният син на император Лудвиг IV Баварски от неговия първи брак с Беатрикс от Силезия-Глогау. Има петима братя и сестри, между тях Стефан II Баварски. Полубрат е на Вилхелм I Баварски от втората съпруга на баща му Маргарета Холандска.

## Управление
Още през 1323 г. Лудвиг става маркграф на Маркграфство Бранденбург и е наричан също Лудвиг Стари. Негов покровител и възпитател до 1330 г. е граф Бертхолд VII от Хенеберг († 13 април 1340). От 1329 до 1333 г. се води война между Херцогство Померания и Бранденбургското маркграфство. След загуба в битката при Кремер Дам през 1332 г. баща му Лудвиг IV го съветва да приеме предложения мир и да се откаже от Померания. През 1338 г. Лудвиг участва в Рензенския договор.
От 1342 г. Лудвиг повечето време е в Бавария и Тирол и дава управлението на марката на управители. Един от тях (1345) е нюрнбергският бург-граф Йохан II, който по-късно е наричан първият Хоенцолерн в Бранденбург. Между 1335/36 и 1346/47 г. Лудвиг предприема пътувания до Прусия (въоръжени благороднически кръстоносци в помощ на Тевтонския орден).
През 1348 г. Фалшивият Валдемар получава Бранденбургското маркграфство от новия император Карл IV Люксембургски, което засилва конфликтите между Вителсбахите и Люксембургите. През 1350 г. Волдемар е признат официално за лъжец. Две години след смъртта на Лудвиг Бавареца († 1347 г.) вителсбахските земи са разделени в Ландсбергския договор между неговите синове.
През декември 1351 г. Лудвиг, който е в конфликти с бранденбургските благородници, чрез Лукауски договор дава марката на по-малките си полубратя Лудвиг VI Римлянина и Ото V, за да може да управлява сам Горна Бавария.
Лудвиг се жени на 30 ноември 1324 г. в Дания за принцеса Маргарета от Дания (1305 – 1340), дъщеря на крал Христоф II и съпругата му принцеса Евфемия от Померания. От този брак той има само една дъщеря, Елизабет (*/† ?).
На 10 февруари 1342 г. Лудвиг се жени в замъка Меран в присъствието на императора за наследницата графиня Маргарета от Тирол (1318 – 1369). Маргарета не била още разведена от първия си съпруг Йохан Хайнрих Люксембургски от Тирол (син на Ян Люксембургски), когото била изгонила през ноември 1341 г. Освен това двамата с Лудвиг били и роднини трети град. Папа Климент VI не признава развода на Маргарета от първия ѝ брак. Този неин брак е обявен за неосъществен през 1341 г. от императора, а папата го анулира през 1359 г.
Херцог Лудвиг V умира на 46-годишна възраст. Погребан е в църквата Фрауенкирхе в Мюнхен. Неговият син Майнхард става негов наследник в Горна Бавария и Тирол.

## Деца
От този брак Лудвиг има четири деца:
- Херман (1343 – 1360)
- Майнхард (1344 – 1363), ∞ 1359 в Пасау с херцогиня Маргарета от Австрия (1346 – 1366), дъщеря на херцог Албрехт II и наследницата графиня Йохана фон Пфирт
- дъщеря (*/† ?)
- дъщеря (*/† ?).